# برعمية ملهبة الجلد
البرعمية ملهبة الجلد أو بلاستومايسيس درماتيديس (بالإنجليزية: Blastomyces dermatitidis) عبارة عن فطر ثنائية الطور يسبب ما يعرف بمرض الفطار البرعمي Blastomycosis. تظهر الإصابة على شكل عدوى أولية حادة أو مزمنة في الجهاز التنفسي. و لكن يمكن أن يصيب هذا الفطر أي عضو و عندئذ يمكن أن تظهر الإصابة على شكل آفات جلدية.

## لمحة تاريخية
أول ما تم وصف مرض الفطار البرعمي كان عام 1894 من قبل العالم جيلكريست في مريض كان يعاني من إصابة جلدية. تم الاعتقاد بادئ الأمر بأنه نتيجة لإصابة بمرض السل- الشكل الجلدي, حيث أنه كان شائعاً في ذلك الوقت, و لكن الفحص النسيجي أظهر وجود أجسام غريبة متعددة بدلاً من عصيات السل. من ثم نشر تقريره الثاني الذي أوضح فيه أن العامل المسبب هو نتيجة ما يعرف ب الفطار، و هو مصطلح عام تم استخدامه في ذلك الوقت للإشارة إلى الخمائر.

## بيئة العامل المسبب
إن معرفة بيئة العامل المسبب مهمة جداً في فهم وبائية هذا الفطر. و بالرغم من الاكتشاف المبكر للفطر البرعمي فإنه لم يتم تحديد البيئات التي يمكن أن يتواجد فيها و لكن توافر بعض الشواهد و التقارير عنه أمكن من تحديد آماكن تواجده. في عام 1961 تم عزل البرعمية ملهبة الجلد من التربة و الحاوية على بعض التبغ و المخلفات العضوية في أمريكا من قبل دينتون /1126. و لكن تم الوصول إلى أن مكان العزل كان عبارة عن بيت قديم لكلب مصاب بالفطار البرعمي.

### العزل من الطبيعة
فقط قلة من التقارير الموثوقة تحدثت عن عزل هذا الفطر من الطبيعة. و لكن كل هذه التقارير بنيت على أساس العزل من عيانات غنية بمخلفات عضوية بما فيه براز حيوانات و بقايا نباتية و حشرية بالإضافة للمعادن.

### العزولات البيئية
في عام 1964 قام كل من دينتون و دي سافو بنشر أول تقرير عن عزل البرعمية ملهبة الجلد من مواقع بيئية ملوثة بيئياً.  
كما عزل كلين و زملائه عام 1986 البرعمية ملهبة الجلد من وكر حيوان السمور بشكل مترافق مع جائحة بالفطار البرعمي عند أطفال المدارس في أمريكا. و في نفس العام تمكن باكرسبيجل من عزله من مريض يعمل بسقيفة في كندا و مصاب بعدوى جهازية.
كما عزل كلين عام 1987 البرعمية ملهبة الجلد من موقعين جديدين في الوقت الذي ترافق مع جائحات إضافية بالفطار البرعمي.

### الوجود في الماء
تم الاعتقاد بأن الماء هو أحد أماكن التواجد الطبيعي لهذا الفطر و ذلك بناءً على تقاير و عزل من الماء. و لكن الدراسة المرجعية أظهرت على أنه في جميع المرات التي عزل الفطر فيها من الماء كانت تحتوي على كميات كبيرة من المخلفات الحيوانية و البشرية مما يوحي بأنها مصدر تلك العزلات. و ما يؤكد هذا الرأي هو سهولة انفصال الأبواغ عن حامل الغبيرات في حالة وجود الماء و خاصة في الجو الضبابي.

## الوبائية
تعد الأفطورة و الأبواغ هي الأجزاء المعدية من البرعمية ملهبة الجلد كما أن الرئة هي مدخل العدوى. حيث أن أحجام تلك الأجزاء تتراوح بين 0.5- 5 ما يكرومتر و بالتالي تستطيع اختراق القناة التنفسية و دخول الحويصلات الرئوية مما يمكن لحدوث العدوى عند فشل مناعة الجسم في القضاء على تلك العناصر الفطرية.

### الموسمية
من خلال مراجعة قام بها دي سالفو 1992 للعديد من التقارير حول حدوث عدوى الفطار البرعمي تبين أنه لا يوجد ارتباط بين حدوث المرض و الفترة الموسومية. كما أن الوصول إلى حكم صحيح للعلاقة بين الوقت و العدوى صعب للغاية و ذلك ربما عائد إلى أن الآفات الجلدية التي يمكن أن تظهر على فترات مختلفة بعد العدوى الأولية. كما أن العدوى الرئوية يمكن أن تكون غير ظاهرية أو غير مميزة و يمكن أن ينقضي وقت طويل قبل التشخيص.

### المخاطر المهنية
تم الوصول بأن لا علاقة بين حدوث العدوى و المهنة أو الهواية للشخص المصاب بالفظار البرعمي. و لكن يمكن القول بأن العلاقة تكون بين العدوى و تواجد الشخص في بيئة محتملة للإصابة.

### العمر و العرق و الجنس
لا علاقة بين العمر أوالجنس أو العرق و بين حدوث الإصابة. و لكن باعتبار أن مهن الرجال معرضة أكثر لتواجد في أماكن مسببة للعدوى فإن نسبة عدوى الرجال هي أكثر من النساء. و هو نفس الحال بالنسبة للعمر.

### الانتقال
كما أسلفنا سابقاً تعتبر الرئة هي بوابة العدوى بالنسبة للفطار البرعمي و لا توجد تقارير تفيد بانتقال العدوى من إنسان إلى إنسان باستثناء واحد تحدث عن انتقال المرض بين شابين يعملان في مكان واحد. كما أن احتمالية أن يكون الشابان قد تعرضا لنفس البيئة الممرضة وارد أيضاً.
كما أنه تقريرين تحدثا عن انتقال البرعمية ملهبة الجلد عن طريق المشيمة.
أما بالنسبة للشكل الجلدي من المرض نتيجة الحقن العرضي كعضة كلب أو التعرض الخاطئ للعامل المسبب أثناء تشريح الجثث.

### المرض عند الحيوانات
تعد الكلاب أكثر الحيوانات عرضة للإصابة بعد الإنسان. و لذلك تم استخدامها كبديل عن الإنسان في الدراسات الوبائية.

## التسمية
لقد أطلق اسم البرعمية ملهبة الجلد على العامل المسبب لمرض الفطار البرعمي عام　１８９８. و على مر السنين اعتقد بأن هذه التسمية من وجهة نظر تصنيفية غير صحيحة و أخذت العديد من المرادفات تم رفضها جميعاً و أبقى على التسمية القديمة.

## تحديد الهوية
يتم تحديد هوية عزلات البرعمية ملهبة الجلد بالاعتماد على العديد من الخواص الشكلية:
1-  التحول في الأنابيب:
حيث تتحول هذه الفطور من الشكل الخيطي التي تتواجد على درجة حرارة 25-30 مئوية ( على مستنبت سابورد جلكوز أجار) إلى الشكل الخمائري على مستنبت مغذٍ ( مثل نقيع الدماغ و القلب الحاوي على 5% دم) على الدرجة 37 المئوية خلال 3-5 يوم. كما أنها يمكن أن تتحول من الشكل الخمائري إلى الشكل الخيطي بنفس الشروط.
2- الشكل الخيطي:
في المستنبتات: تحتاج مستعمرات البرعمية ملهبة الجلد إلى 2-4 أسابيع على الدرجة 25 مثوية للنمو على مستنبت سابورد جلكوز أجار عند عزلها من العينات السريرية. تكون المستعمرات النموذجية عبارة خيوط فطرية بيضاء، هوائية، و قطنية. و إما أن تكون مسطحة أو محدبة كنتيجة لتجمع الخيوط الفطرية. يكون لون المستعمرات أبيض في بداية النمو و قد يتحول فيما بعد إلى اللون الأسمر أو البني الفاتح. كما يشاهد غالباً حلقات متراكزة من النمو في المستعمرات القديمة ( 4-8 أسابيع).
تحت المجهر:تظهر كل من الأفطورة و الأبواغ الغير جنسية. تكون الخيطان رفيعة 6-7 مايكرومتر و شفافة، متفرعة، و مقسمة بحواجز. يحدث النموات الجديدة على قمة الخيطان.
بينما تكون تكون الأبواغ الوحيدة الخلية محمولة على حوامل غبيرات رفيعة، جانبية، أو مباشرة على الخيطان. كما تاخذ الشكل البيضوي إلى الدائري مع جدران ملساء و أقطار 3-7 مايكرومتر. و تجدر الإشارة بأن البرعمية ملهبة الجلد لا يمكن أن يتم تشخصيها فقط على أساس شكل الأبواغ و ذلك لتشابها مع العديد من الأنواع الأخرى.
3-الشكل الخمائري:
كما يعرف بالشكل النسيجي، تظهر المستعمرات على شكل مستعمرات دماغية الشكل طرية و ذات شكل يشبه الزبدة ولون أسمر.
تحت المجهر:
تظهر الخمائر بقطر 8-12 مايكرومتر و بجدار سميك (غالباً ما يشار إليه على أنه جدار مزدوج) مع تواجد برعم مفرد ذو قاعدة عريضة عند اتصاله مع الخلية الأم.
بالمجهر الالكتروني تظهر الخمائر حاوية على 2-4 أنوية في الخلية الواحدة مع تواجد جدار مؤلف من طبقتين بينهما منظقة شفافة.

## وصلات خارجية
- Dermatophytes on line
- Mycology online